# Gerd Vespermann
Gerd Vespermann (Berlijn, 24 juli 1926 - München, 25 november 2000) was een Duitse acteur en stemacteur.

## Biografie
Gerd Vespermann was de zoon van de acteur Kurt Vespermann en de actrice Lia Eibenschütz. Hij genoot van 1941 tot 1944 een piano-opleiding aan de Musikhochschule Weimar. Van 1946 tot 1947 nam hij toneelonderricht. Hij begon zijn carrière als acteur aan de theaters van Gardelegen en Burgstädt. Sinds 1954 speelde hij in Berlijn o.a. aan het Hebbel-Theater, aan het Theater am Kurfürstendamm en aan de Tribüne. Hij trad voornamelijk op in komedies en musicals.
Vespermann werkte vanaf 1953 mee in meer dan 40 speelfilms, meestal in kleinere rollen, waaronder Cabaret. Op televisie leidde hij als presentator door programma's als Nightclub, Zwischen Bach und Beat, Bistro en Musik geht um die Welt. Als stemacteur leende hij zijn stem aan o.a. Jeremy Brett (in War and Peace), John Garfield (in Four Daughters), Audie Murphy (in Schüsse in New Mexico) en Harry Dean Stanton (in Cisco Pike). Bovendien was hij de Duitse stem van de haas Bugs Bunny in de gelijknamige animatieserie.

## Privéleven en overlijden
Van 1964 tot 1966 was Vespermann getrouwd met de actrice Hannelore Elsner. Zijn dood werd aan de buitenwereld pas driekwart jaar later meegedeeld op zijn eigen wens naar aanleiding van zijn 75ste verjaardag. Vespermann werd bijgezet op de Waldfriedhof Grünwald bij München.

## Filmografie
- 1951: Sündige Grenze
- 1953: Die Kaiserin von China
- 1954: Glückliche Reise
- 1954: Konsul Strotthoff
- 1954: Gitarren der Liebe
- 1955: Heldentum nach Ladenschluß
- 1955: Des Teufels General
- 1958: Wenn die Conny mit dem Peter
- 1958: Vor uns die Hölle (Ten Seconds to Hell)
- 1959: Man on a String
- 1960: Eine Frau fürs ganze Leben
- 1961: The Big Show
- 1961: Question 7
- 1962: Das Leben beginnt um acht
- 1962: Streichkwartett
- 1963: … denn die Musik und die Liebe in Tirol
- 1963: Das Kriminalmuseum: Fünf Fotos
- 1963: Die sanfte Tour - Der Baron und die Schirme (televisieserie)
- 1964: Holiday in St. Tropez
- 1966: Der Neffe als Onkel
- 1966: Maigret und sein größter Fall (Il caso difficile del Commissario Maigret)
- 1967: Das große Glück
- 1968: Morgens um sieben ist die Welt noch in Ordnung
- 1968: Zum Teufel mit der Penne
- 1969: Polizeifunk ruft - Tanzende Töchter (televisieserie)
- 1969: Zieh den Stecker raus, das Wasser kocht (televisiefilm)
- 1969: Doppelagent George Blake
- 1970: The last Escape
- 1970: Der Kommissar: In letzter Minute
- 1970: Miss Molly Mill
- 1972: Cabaret
- 1975: Der Kommissar: Der Tod des Apothekers
- 1975: Beschlossen und verkündet - Herrn Wittichs Witwen
- 1975: Der Kommissar - Der Tod des Apothekers
- 1978: Ein Mann will nach oben (televisieserie)
- 1979: Was wären wir ohne uns (4-delige televisieserie) verteller
- 1982: Zwei Tote im Sender und Don Carlos im PoGl (televisiefilm)
- 1985: Die Nervensäge (televisieserie)
- 1992: Unter einer Decke  (televisieserie)
- 1994/1996: Forsthaus Falkenau – afleveringen: Grenzgänger & Die Erbschaft

- Gemeinsame Normdatei: 134663233
- International Standard Name Identifier: 0000 0000 5753 5760
- Library of Congress Control Number: no2023134606
- Virtual International Authority File: 79719212
- WorldCat: E39PBJppF34mHpDJdY7kyBkCcP